# مقاطعة كارول (تينيسي)
مقاطعة كارول (بالإنجليزية: Carroll County, Tennessee)‏ هي إحدى مقاطعات ولاية تينيسي في الولايات المتحدة. ، وتبلغ مساحتها 1554 كم2، بلغ عدد سكانها 28522 نسمة في عام 2010 حسب إحصاء مكتب تعداد الولايات المتحدة وتصل الكثافة السكانية فيها 19 نسمة/كم2.